# Ophir (Utah)
Pour les articles homonymes, voir Ophir (homonymie).
Ophir est une municipalité américaine située dans le comté de Tooele en Utah.

## Histoire
La localité est fondée dans les années 1860 sous le nom de St. Louis. Elle est renommée Ophir d'après le nom d'une mine d'or et d'argent locale, elle-même nommée en référence à la ville biblique d'Ophir.

## Géographie
Selon le Bureau du recensement des États-Unis, la municipalité s'étend sur 0,14 milles carrés (0,36 km2). Lors du recensement de 2010, sa population est de 38 habitants. Elle est alors la deuxième municipalité la moins peuplée de l'État (après Scofield).